# Op het spoor van Öcalan

De ligging van Libanon in het Midden-Oosten.

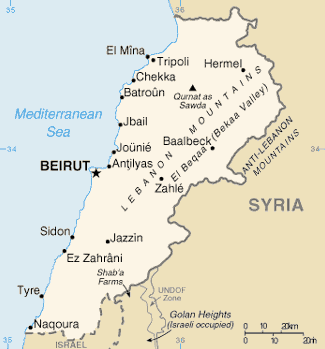
Een overzichtskaart van Libanon.

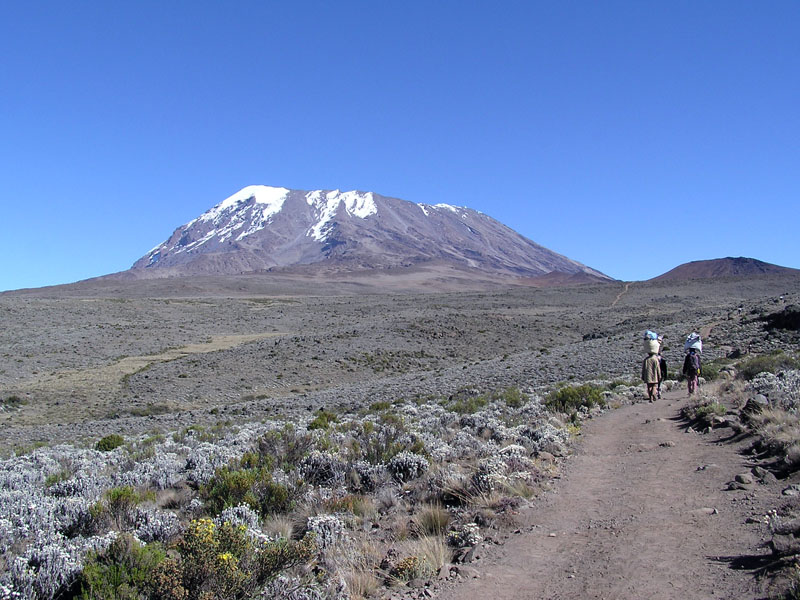
De Kilimanjaro, de hoogste berg van Afrika in het noordoosten van Tanzania.

Op het spoor van Öcalan is een spionageroman van auteur Gérard de Villiers en is het 135e deel uit de S.A.S.-reeks met als protagonist de Oostenrijkse prins en freelance CIA-agent Malko Linge.

## Het verhaal
De PKK, de Koerdische Arbeiderspartij, strijdt voor een onafhankelijk Koerdistan en is door de Turkse autoriteiten bestempeld tot een criminele en terroristische organisatie. De Turkse staat streeft reeds tientallen jaren de ontbinding van de organisatie na en onderneemt voortdurend pogingen de leiders gevangen te nemen. Maar tot nog toe zonder succes.
Ondanks herhaaldelijke Turkse uitleveringsverzoeken gericht aan Europese landen om Abdullah Öcalan aan Turkije uit te leveren is geen enkel Europees land hierop ingegaan omdat dit mogelijk tot massale wraakacties van Koerden kan leiden.
De PKK zet een jong en vooraanstaand lid aan tot het plegen van een moord op zijn broer. Deze is hierover zo onthutst dat hij met gewetenswroeging kampt. De partij waarvan hij reeds 12 jaar deel van uitmaakt vraagt hem echter het onmogelijke en hij zint op wraak.
Hij benadert de CIA of deze geïnteresseerd is in het opzetten van een valstrik om Abdullah Öcalan gevangen te kunnen nemen en hem alsnog na jaren uit te leveren aan Turkije.
Malko reist voor deze opdracht naar Libanon, het land waar de PKK haar opleidingskampen heeft gevestigd. Onderzoek leidt hem vervolgens naar Tanzania waar hij, aan de voet van de Kilimanjaro, enkele belangrijke gegevens over de gewoonten en verblijfplaatsen van Öcalan te horen krijgt.

## Personages
- Malko Linge, een Oostenrijkse prins en CIA-agent;
- Elko Krisantem, de bediende en huismeester van Malko en voormalig Turks huurmoordenaar;
- Abdullah Öcalan, een leider van de PKK;